# Arturo Yovane
Arturo Yovane Zúñiga (¿? - † 24 de septiembre de 1997) fue un policía de Carabineros de Chile con rango de general, que estuvo entre los primeros oficiales de carabineros instigadores del golpe de Estado de 1973 contra el presidente Salvador Allende, reclutando a altos mandos de dicha institución como César Mendoza para llevar a cabo el golpe. Una vez establecida la dictadura militar —dirigida por el general Augusto Pinochet—, fue nombrado como  ministro de Minería. Siendo parte de una facción disidente dentro de la dictadura, fue destituido apresuradamente del ministerio en julio de 1974, expulsado de Carabineros y nombrado embajador en la recién establecida embajada de Chile en Teherán, Irán.
Realizó un curso de policía general en la Academia Internacional de Policía en Washington D. C. en 1966. Fue ascendido a jefe de la II Zona de Carabineros de Valparaíso, en 1972. Hacía inicios de septiembre de 1973, era jefe del Departamento de Servicios de Carabineros.

## Rol en el golpe de Estado de 1973
El 11 de septiembre de 1973, durante el asalto a La Moneda, Yovane mantuvo contacto por radio con el vicealmirante Patricio Carvajal que se encontraba en el puesto central en el Ministerio de Defensa Nacional. Luego del éxito del movimiento militar, el general Sergio Arellano Stark destacó en sus apuntes personales la importancia del rol jugado por Yovane en la ejecución del golpe.

### Ministro de Minería y Embajador de Chile en Irán
Ya una vez establecida la dictadura, siendo el oficial de octava antigüedad de Carabineros de Chile se negó asumir la comandancia en jefe de Carabineros, quedando como general subdirector de la rama policial, y designado como ministro de Minería. En ese cargo realizó declaraciones «ordenando el inmediato reintegro de todos los funcionarios, empleados y obreros que hubieran sido despedidos por razones políticas».
Fue destituido como ministro de Minería y expulsado de Carabineros en 1974, según cercanos a su círculo se debió a sus posiciones en política cuprífera, que lo indispusieron con Inglaterra y con Estados Unidos (apoyando un proyecto de formar un cartel análogo a los países productores de petróleo). Luego de su destitución, aceptó un cargo diplomático como Embajador de su país en Irán, siendo el primero en ejercer esa misión diplomática.